# All-Star Baseball 2001
All-Star Baseball 2001 es un videojuego de béisbol de 2000 desarrollado por High Voltage Software y KnowWonder y publicado por Acclaim Entertainment para Game Boy Color y Nintendo 64.

## Jugabilidad
El último All-Star Baseball para N64 incluye una vez más algunas características nuevas, así como mejoras en los modos y opciones de juego anteriores. Para 2001, se incluye un nuevo equipo, The Coopertown Legends, que cuenta con una selección de algunos de los mejores jugadores que han honrado la historia de la MLB, entre ellos Yogi Berra, Willie Stargell y Reggie Jackson.
Además del equipo de leyendas, se puede elegir entre todos los jugadores, equipos y estadios de la temporada real de la MLB de 2000. Cada jugador incluye expresiones faciales y looks inspirados en el realismo, además de movimientos de jugadores capturados en movimiento, posturas de bateo y reacciones a eventos clave durante el juego.

## Recepción
| Críticas Publicación Calificación N64 GBC AllGame [ 4 ] N/A Electronic Gaming Monthly 8.75/10 [ 5 ] N/A GameFan 91% [ 6 ] N/A Game Informer 7.75/10 [ 7 ] N/A GamePro [ 8 ] N/A GameSpot 9.2/10 [ 9 ] 7/10 [ 10 ] IGN 9.1/10 [ 11 ] 6/10 [ 12 ] N64 Magazine 81% [ 13 ] N/A Nintendo Power 7.9/10 [ 14 ] N/A Puntuaciones de reseñas GameRankings 87% [ 15 ] 60% [ 16 ] |              |              |
| Críticas |              |              |
| Publicación | Calificación | Calificación |
| Publicación | N64          | GBC          |
| AllGame | [ 4 ]        | N/A          |
| Electronic Gaming Monthly | 8.75/10      | N/A          |
| GameFan | 91%          | N/A          |
| Game Informer | 7.75/10      | N/A          |
| GamePro | [ 8 ]        | N/A          |
| GameSpot | 9.2/10       | 7/10         |
| IGN | 9.1/10       | 6/10         |
| N64 Magazine | 81%          | N/A          |
| Nintendo Power | 7.9/10       | N/A          |
| Puntuaciones de reseñas |              |              |
| GameRankings | 87%          | 60%          |

La versión de Nintendo 64 recibió críticas favorables, mientras que la versión de Game Boy Color recibió críticas mixtas, según el sitio web de agregación de reseñas GameRankings.